# Mali Otok (Jadran)
Koordinati:   44°04′23″N, 15°03′48″E
Mali Otok je majhen nenaseljen otoček v Jadranskem morju, ki pripada Hrvaški.
Mali Otok leži okoli 1,5 km jugozahodno od rta Osiljinac na otoku Iž, med otočkoma Veli in Mali Otok. Njegova površina meri 0,01 km². Dolžina obalnega pasu je 0,39 km.